# 自家用有償旅客運送
自家用有償旅客運送（じかようゆうしょうりょかくうんそう）とは、道路運送法（昭和26年法律第183号）第78条第2号の規程に基づき、自治体（市町村及び特別区）・特定非営利活動法人（NPO法人）等が、地域住民又は観光旅客等の利便性を確保するため、自家用自動車（自家用バス等）を用いて運賃を収受する旅客運送を行うこと。
2006年の道路運送法改正前に、同法第80条のただし書き規定に基づいて運行されていた、通称「80条バス」を法改正により体系整備したものである。2024年以降は、日本におけるライドシェア（公共ライドシェア）導入における根拠制度ともなっている。
なお、以下において単に「法」「法律」と記した場合は道路運送法のことを指し、「施行規則」とは道路運送法施行規則（昭和26年運輸省令第75号）のことを指すものとする。

## 概要

### 80条バス

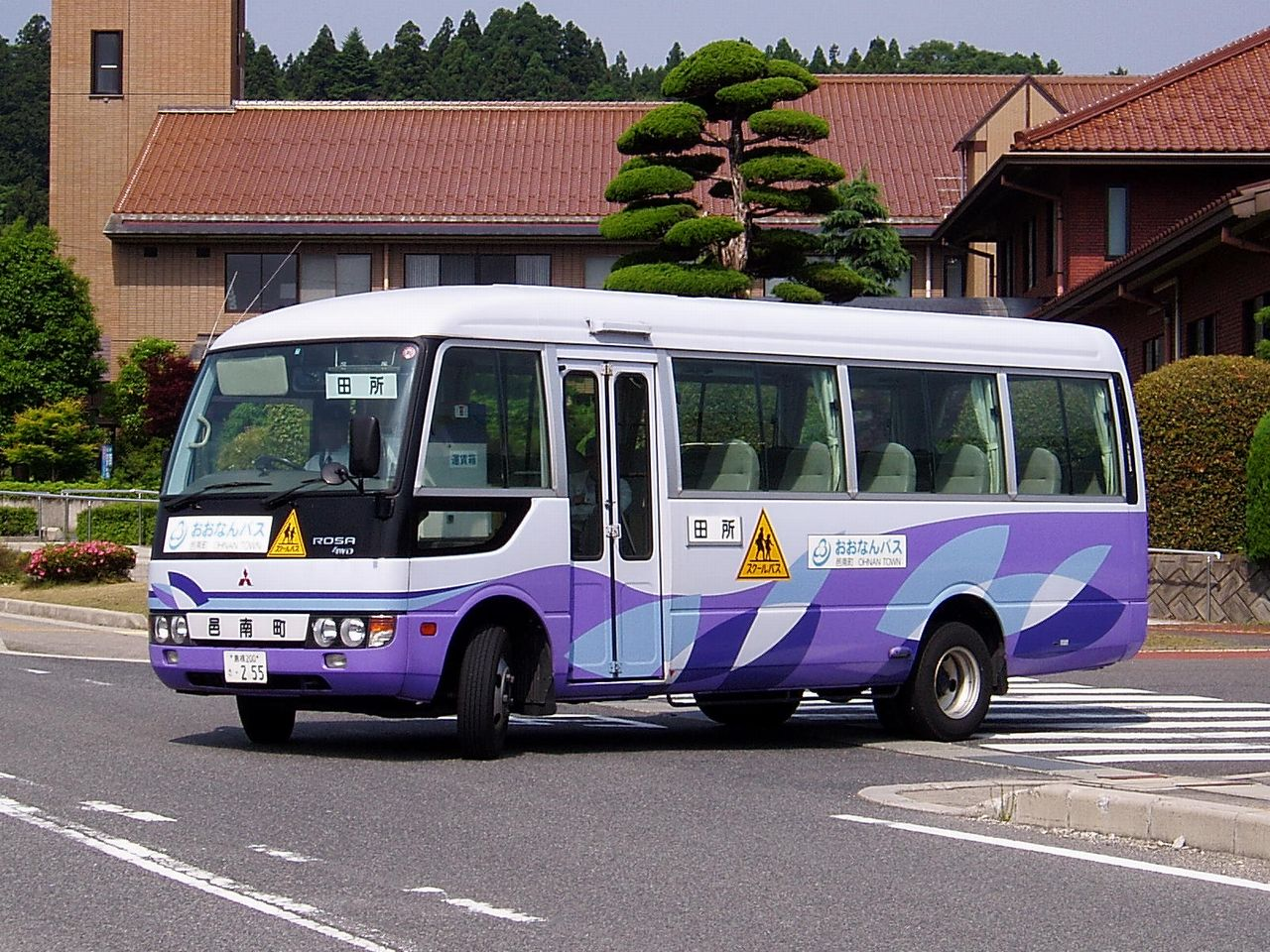
80条バスの例：邑南町営バス（スクールバス車両と兼用）

2006年改正前の道路運送法80条は以下のような記述となっていた。
この法第80条のただし書きを根拠として、「公共の福祉の確保」の一環として公共交通を自治体自らが手掛ける自家用バスによる有償運行が行われてきた。具体的には、民間のバス事業者が不採算を理由に地域輸送から撤退し公共交通空白地域が生じた場合（または元々公共交通空白地域が存在していた場合）、自治体が自ら自家用バス等を購入し、自治体の職員により運行することでこれを解消しようという試みであった。80条バスに係る自動車・車庫等の購入費は実用的な規模のものに対して過疎対策事業債及び辺地対策事業債の対象となり、地方交付税措置が行われてきた。
この条文そのものは道路運送法が全面改正・施行された1951年以前より存在したものだったが、1960年代後半から過疎地域における公共交通確保が課題となってきたことから、1970年から71年にかけて、各地の陸運局長の通達により法第101条（後の法第80条）の但し書き規定を根拠としたバスの許可に関する通達が発せられたことにより、市町村による自主運行バスが運行を始めたものである。市町村による101条バス（80条バス）は経過的措置と見なされ、当時の運輸省が法第4条に基づく乗合バスへの移行を指導することとされていたが、80条バスから乗合バスへの移行は進まなかった。公営交通事業協会が2002年（平成14年）に行った実態調査によれば、80条バスを運行してきた団体数は561団体あり、運行区間数は2,852（うち、自主運行方式で運営されているものが1,037 区間）に上っていたという。
80条バスは国土交通大臣による許可制とはいえ、あくまでも「（自治体による）自家用自動車の使用」の一形態であり、法律上の「自動車運送事業」としては位置付けられていないため、公共の福祉の確保が目的とは言え、自治体が自ら有償運行を（継続的に）行うことは法制度上の議論の的となっていた。

### 自家用有償旅客運送への移行
上記のような問題点、並びに少子高齢化や地域の公共輸送ニーズの多様化に対応するため、2006年（平成18年）に道路運送法等の一部を改正する法律（平成18年5月19日法律第40号）が施行され、いわゆる「80条バス」を包含する形で「自家用有償旅客運送」の制度が規定され、法第78条及び第79条に規定されることになった。
この法改正ならびに施行規則の改正により、自治体の他、NPO法人や以下の団体が自家用有償旅客運送の運行主体となることが出来るようになった（施行規則第48条）。
- 一般社団法人又は一般財団法人
- 地方自治法に規定する認可地縁団体
- 農業協同組合
- 消費生活協同組合
- 医療法人
- 社会福祉法人
- 商工会議所
- 商工会
- 営利を目的としない法人格を有しない社団（代表者が刑事処分等を受けたことがない、もしくは受けてから2年以上経過していることを条件とする）

いわゆる「80条バス」が担ってきた交通空白地域の解消のための輸送は「過疎地域の持続的発展の支援に関する特別措置法第二条第一項に規定する過疎地域その他の交通が著しく不便な地域において行う、地域住民、観光旅客その他の当該地域を来訪する者の運送」と定義づけられた「交通空白地有償運送」として定められることになり、NPO等がボランティアで行ってきた身体障害者等への移動手段確保についても「福祉有償運送」として自家用有償旅客運送の一つと見なされることとなった（施行規則第49条）。
なお、2020年（令和2年）までは自家用有償旅客運送のうち、自治体が実施するものは「市町村運営有償運送」という別の類型が成されていたが、同年11月の施行規則改正により自治体が実施するものも「交通空白地有償運送」「福祉有償運送」のいずれかに分類されるようになった。また、輸送目的として地域住民だけではなく観光客の輸送が認められるようになった。

## 交通空白地有償運送
自家用有償旅客運送の実施に当たっては、地域の関係者による運営協議会（市町村運営による有償運送の場合は地域公共交通会議。以下「協議会等」と称する）での合意を整えた上で、国土交通大臣（当該地域を管轄する運輸支局または権限委譲を受けた自治体）の登録を受ける必要がある。登録期間は原則2年。
協議会等では、まず交通事業者（バス・タクシー）ならびに事業者団体と協議を行い、交通事業者による地域交通の確保が可能かどうかを協議する。交通事業者による地域交通の確保が困難と判断された場合、次に交通事業者への運行委託を検討し、委託が出来ない場合に初めて自家用有償旅客運送の検討に入る。これは、自家用有償旅客運送があくまでも「バス・タクシー（自動車運送事業）による地域交通の確保が成り立たない場合」を前提とした取扱いであるためである。
自家用有償旅客運送（交通空白地有償運送）の申請に当たっては、運送に使用する車両の使用権限を実施主体（自治体、NPO法人等）が所持している必要がある（施行規則第51条の3第5号）。自家用自動車を用いて運送を行うことが原則のためナンバープレートは白ナンバーであるが、必要に応じて運送事業者の所有する事業用自動車（緑ナンバー）を使用し、運送事業者が運行管理・車両整備を行いつつ、実施主体が使用権限を取得した上で自家用有償旅客運送を実施することも可能である（交通事業者協力型自家用有償旅客運送制度）。運転者は第二種運転免許を保有しているか、第一種運転免許を保有した上で自家用有償旅客運送の種類に応じた大臣認定講習（交通空白地有償運送等運転者講習）の受講が必要となる。
交通空白地有償運送の場合運行車両の種別に制限はなく、大型車ではなく中型免許・普通第二種免許で運行可能な車両を充てることも可能である（例：井川地区自主運行バス）。1つの事務所で乗車定員11人以上の自動車1台以上もしくは乗車定員11人未満の自動車5台以上の運行管理を行う場合、事務所ごと・20台ごとに道路運送法に基づく運行管理の責任者を置く必要がある。この場合の運行管理の責任者は（旅客自動車運送事業相当の）運行管理者資格者証保有者だけではなく、運行管理者基礎講習受講者や安全運転管理者の要件を満たした者でも選任可能である。
運賃については「旅客の運送に要する燃料費や人件費等の実費の範囲内であると認められること」「合理的な方法により定められ、かつ、旅客にとって明確であること」が要件とされている（施行規則第51条の15）。区域を定めて行う自家用有償旅客運送の対価は「近隣のタクシー運賃の1/2」を目安とすることとされているが、コミュニティバス/乗合タクシーと同水準としている自治体もある。

## 公共ライドシェア
これまで日本では法制度が確立していなかったライドシェアについて、自家用有償旅客運送（交通空白地有償運送）の制度を活用して導入する動きがある。
兵庫県養父市で国家戦略特区制度の認定を受け2018年（平成30年）から「やぶくる」として実施するにあたり、自家用有償旅客運送（交通空白地有償運送）の制度を準用して、自家用普通乗用車による旅客運送を行っている。
また、2024年3月には、石川県加賀市と同県小松市において自家用有償旅客運送の運賃上限を「近隣のタクシー運賃の約8割」を目安とすること、市街地であってもタクシーの台数が不足するなど「交通サービスが限られる時間帯」が生じる場合については交通空白地とみなす特認を受け、行政（加賀市観光交流機構及び小松市）が主体となって、同じく自家用有償旅客運送（交通空白地有償運送）の制度を準用した自家用普通乗用車による旅客運送を実施している。
こういった事例を踏まえ、国土交通省では自家用有償旅客運送制度について、タクシー事業者と市町村・NPO等との共同運営（タクシー事業と自家用有償旅客運送との一体的な提供）が可能とする制度設計を導入、この制度によるタクシー事業と自家用有償旅客運送の一体運用を「日本版ライドシェア」と称する自家用車活用事業に対して「公共ライドシェア」と称するようになった。